# Kemmanahalli, Nagamangala
Kemmanahalli là một làng thuộc tehsil Nagamangala, huyện Mandya, bang Karnataka, Ấn Độ.